# Cotoneaster hualiensis
Cotoneaster hualiensis es una especie de planta del género Cotoneaster, perteneciente a la familia Rosaceae.

## Taxonomía
Cotoneaster hualiensis fue descrita por Jeanette Fryer y Bertil Hylmo en 2001.

## Distribución
Se encuentra en el territorio de Taiwán.